# 加哈内市镇
加哈内市镇（俄语：Муниципальное образование «Гаханы»）是俄罗斯联邦伊尔库茨克州巴彦代区所属的一个市镇。其下辖有5个居民点，行政中心为巴达圭。据2016年统计，该市镇的人口为478人。